# Dobiesław, Hạt Sławno
Dobiesław [dɔˈbjɛswaf] (trước đây là Abtshagen của Đức) là một ngôi làng thuộc khu hành chính của Gmina Darłowo, thuộc hạt Sławno, West Pomeranian Voivodeship, ở phía tây bắc Ba Lan. Nó nằm khoảng 12 kilômét (7 mi) phía nam Darłowo, 23 km (14 mi) phía tây Sławno và 154 km (96 mi) về phía đông bắc của thủ đô khu vực Szczecin.
Trước năm 1945, khu vực này là một phần của Đức. Đối với lịch sử của khu vực, xem Lịch sử của Pomerania.
Làng có dân số 379.